# Monolepta goldingi
Monolepta goldingi is een keversoort uit de familie bladkevers (Chrysomelidae). De wetenschappelijke naam van de soort werd in 1933 gepubliceerd door Gilbert Ernest Bryant.